# Oscar Straus
Oscar Nathan Straus, avstrijski skladatelj in dirigent, * 6. marec 1870, Dunaj, Avstrija, † 11. januar 1954, Bad Ischl, Avstrija.

## Življenje
Glasbo je študiral v Berlinu pri Maxu Bruchu. Sprva je deloval kot dirigent kabarejev v različnih krajih. Po vrnitvi na Dunaj je začel komponirati operete, po njih je danes najbolj poznan. Postal je tekmec skladatelja Franza Leharja. Pisal je tudi baletno glasbo. Po priključitvi Avstrije tretjemu rajhu je emigriral v Pariz, od tam pa v ZDA. V Hollywoodu je pričel s pisanjem filmske glasbe. Po končani vojni se je vrnil v Avstrijo.

## Operete (izbor)
- Ein Walzertraum (1907)
- Der tapfere Soldat (1908)
- Der letzte Walzer (1920)